# Nadejda Kocheverova
Nadejda Nikolaïevna Kocheverova  (en russe : Наде́жда Никола́евна Кошеве́рова), née le 23 septembre 1902 à Saint-Pétersbourg (Empire russe) et morte le 22 février 1989 à Moscou (Union soviétique), est une réalisatrice et scénariste soviétique principalement spécialisée dans le tournage des films pour enfants,,.

## Biographie
Nadejda Kocheverova est née dans la famille d'un courtier de la banque Azovsko-donskoï (Азовско-Донской банк) qui était propriétaire de plusieurs maisons à Saint-Pétersbourg et en Crimée. De 1910 à 1916, elle suit sa scolarité au gymnase Obolenski. Elle parlait couramment le français et comprenait bien l'allemand. En 1912-1913, on l'a envoyée en cure en Autriche, Italie et en Allemagne. Tous les vendredis on invitait à la maison des artistes et des représentants de la bohème de l'époque. La réalisatrice s'est souvenue plus tard avoir vu parmi ces invités Fiodor Chaliapine.
Depuis sa tendre enfance Nedejda était attirée par le théâtre des marionnettes, elle rêvait aussi de devenir actrice. En 1923, elle sort diplômée de l'école d'art dramatique du théâtre petrogradois La Comédie libre (ru) (en russe : Вольная комедия) et intègre la troupe de ce théâtre. Puis, elle devient actrice de la troupe de Balagantchik. En 1923, elle se marie avec le metteur en scène Nikolaï Akimov. En 1925-1928, Nadejda Kocheverova suit une formation à la Fabrique de l'acteur excentrique chez Grigori Kozintsev et Leonid Trauberg, où elle s'essaye à presque tous les  métiers du cinéma et apprend les bases de la réalisation. En 1929, elle devient assistant réalisateur de la société de production cinématographique Lenfilm et travaille sur la trilogie Maxime de Grigori Kozintsev,.
Son premier film Une fois en automne a été réalisé en 1937, mais la pellicule a été perdue. Sa comédie lyrique Arinka sortie en 1940 connaît un franc succès, elle est vue par presque 23 millions de spectateurs. Le film suivant Galia relatant les événements de la guerre russo-finlandaise ne sortira pas dans les salles, les critiques lui reprochant le manque de contenu idéologique. Après cet échec, Nadejda Kocheverova se tourne vers le cinéma pour enfants. Elle commence avec l'adaptation de l'opéra Tcherevitchki de Tchaïkovski, en écrivant elle-même le scénario. En travaillant sur ce projet à Almaty où les studios de tournage sont transférés pendant la Seconde Guerre mondiale, Nadejda Kocheverova fait connaissance du réalisateur Mikhaïl Chapiro. Leur tandem se reformera de nouveau dans les années d'après-guerre.
En 1934, elle divorce d'avec Akimov et se marie avec le directeur de la photographie Andreï Moskvine. Ensemble ils ont un fils, Nikolaï Moskvine (1935-1995).
On considère comme le plus grand succès de Nadejda Kocheverova le film-conte Le Conte de Cendrillon (1947). Pour le réaliser tel qu'il est, elle a dû tenir tête aux responsables de Lenfilm pour leur imposer l'actrice de son choix, Yanina Jeïmo, qui était déjà âgée de 37 ans, pour le rôle de fille à peine sortie de l'adolescence. Restauré et recoloré en 2009, le film sera montré dans le cadre de nombreux festivals.
En 1982, avec Peau d'Âne elle gagne le prix du meilleur film au premier Festival cinématographique Skazka (Сказка) à Kiev. En tout, Nadejda Kocheverova aura tourné près d'une vingtaine de films.
La réalisatrice n'a jamais pris sa retraite. Les dernières années, malgré l'absence de projets concrets, elle venait dans les bureaux du studio de tournage juste pour voir ses collègues et s’immerger dans l’ambiance dont elle ne savait pas se passer. Nadejda Kocheverova est décédée à Moscou le 22 février 1989. Elle repose au cimetière de Komarovo. Son fils Nikolaï Moskvine fut inhumé à côté d'elle en 1995.

## Filmographie
- 1939 : Arinka (ru)[10] (Аринка)
- 1940 : Galya (ru) (Галя)
- 1944 : Tcherevitchki (ru) (Черевички) - également scénariste
- 1947 : Le Conte de Cendrillon (Золушка) (avec Mikhaïl Chapiro)
- 1953 : Le Printemps à Moscou (Весна в Москве) (avec Iossif Kheifitz) - également scénariste
- 1953 : Les Ombres (ru) (Тени) (avec Nikolaï Akimov)
- 1954 : La Dompteuse de tigres (Укротительница тигров) (avec Aleksandr Ivanovsky)[11]
- 1956 : Lune de miel (Медовый месяц)
- 1958 : Chauffeur malgré lui (ru) (Шофёр поневоле)
- 1960 : Attention, grand-mère ! (Осторожно, бабушка!)
- 1963 : Caïn XVIII (Каин XVIII) (avec Mikhaïl Chapiro)
- 1965 : L'Amour et les Tigres (ru)[12] (Сегодня — новый аттракцион)
- 1968 : Un vieux, très vieux conte (Старая, старая сказка)
- 1971 : L'Ombre (Тень)
- 1974 : Le Tsarévitch Procha (Царевич Проша)
- 1979 : Rossignol (ru) (Соловей)
- 1982 : Peau d'âne (ru) (Ослиная шкура)
- 1984 : Et puis vint Boumbo (ru) (И вот пришел Бумбо…)
- 1987 : Conte du peintre en bâtiment amoureux (ru) (Сказка про влюблённого маляра)